# Sofia Augusta di Anhalt-Zerbst
Sofia Augusta di Anhalt-Zerbst (Zerbst, 9 marzo 1663 – Weimar, 14 settembre 1694) fu una nobile dell'Anhalt-Zerbst e duchessa di Sassonia-Weimar.
Era figlia di Giovanni di Anhalt-Zerbst, duca di Anhalt-Zerbst dal 1621 al 1667, e di Sofia Augusta di Holstein-Gottorp.
Venne data in sposa a Giovanni Ernesto III, duca di Sassonia-Weimar dal 1683; il matrimonio, che univa la dinastia Ascania con i Wettin, venne celebrato a Zerbst l'11 ottobre 1685.
Sofia Augusta, in nove anni di matrimonio, riuscì a dare al marito, e alla dinastia dei Wettin di Sassonia-Weimar, cinque figli:
- Giovanni Guglielmo (Weimar, 4 giugno 1686-Weimar, 14 ottobre 1686);
- Ernesto Augusto (Weimar, 19 aprile 1688-Eisenach, 19 gennaio 1748), che sposò Eleonora Guglielmina di Anhalt-Köthen e poi Sofia Carlotta di Brandeburgo-Bayreuth;
- Eleonora Cristiana (Weimar, 15 aprile 1689-Weimar, 7 febbraio 1690);
- Giovanna Augusta (Weimar, 6 luglio 1690-Weimar, 24 agosto 1691);
- Giovanna Carlotta (Weimar, 23 novembre 1693-Weimar, 2 marzo 1751).

Morì il 14 settembre 1694 e suo marito si risposò due mesi dopo con Carlotta d'Assia-Homburg, dalla quale ebbe altri quattro figli morti ancora infanti.
Tra i figli di Sofia Augusta solo Ernesto Augusto e Giovanna Carlotta raggiunsero l'età adulta. Ernesto Augusto si ritrovò ad essere, alla morte del padre nel 1707, erede del ducato col nome di Ernesto Augusto I.

## Ascendenza
|                                   |                                     |                                   | Genitori                            |  |  | Nonni |  |  | Bisnonni                     |  |  | Trisnonni                   |  |
|                                   |                                     |                                   |                                     |  |  |       |  |  | Gioacchino Ernesto di Anhalt |  |  | Giovanni V di Anhalt-Zerbst |  |
|                                   |                                     |                                   |                                     |  |  |       |  |  | Gioacchino Ernesto di Anhalt |  |  | Giovanni V di Anhalt-Zerbst |  |
|                                   |                                     | Margherita di Brandeburgo         |                                     |  |  |       |  |  | Gioacchino Ernesto di Anhalt |  |  |                             |  |
| Rodolfo di Anhalt-Zerbst          |                                     |                                   |                                     |  |  |       |  |  | Gioacchino Ernesto di Anhalt |  |  |                             |  |
|                                   |                                     | Eleonora di Württemberg           | Cristoforo di Württemberg           |  |  |       |  |  |                              |  |  |                             |  |
|                                   |                                     | Eleonora di Württemberg           | Cristoforo di Württemberg           |  |  |       |  |  |                              |  |  |                             |  |
|                                   |                                     | Eleonora di Württemberg           | Anna Maria di Brandeburgo-Ansbach   |  |  |       |  |  |                              |  |  |                             |  |
| Giovanni VI di Anhalt-Zerbst      |                                     | Eleonora di Württemberg           |                                     |  |  |       |  |  |                              |  |  |                             |  |
|                                   |                                     | Giovanni VII di Oldenburg         | Antonio I di Oldenburg              |  |  |       |  |  |                              |  |  |                             |  |
|                                   |                                     | Giovanni VII di Oldenburg         | Antonio I di Oldenburg              |  |  |       |  |  |                              |  |  |                             |  |
|                                   |                                     | Giovanni VII di Oldenburg         | Sofia di Sassonia-Lauenburg         |  |  |       |  |  |                              |  |  |                             |  |
| Maddalena di Oldenburg            |                                     | Giovanni VII di Oldenburg         |                                     |  |  |       |  |  |                              |  |  |                             |  |
|                                   |                                     | Elisabetta di Schwarzburg         | Günther XL di Schwarzburg           |  |  |       |  |  |                              |  |  |                             |  |
|                                   |                                     | Elisabetta di Schwarzburg         | Günther XL di Schwarzburg           |  |  |       |  |  |                              |  |  |                             |  |
|                                   |                                     | Elisabetta di Schwarzburg         | Elisabetta di Isenburg-Ronneburg    |  |  |       |  |  |                              |  |  |                             |  |
| Sofia Augusta di Anhalt-Zerbst    |                                     | Elisabetta di Schwarzburg         |                                     |  |  |       |  |  |                              |  |  |                             |  |
|                                   | Giovanni Adolfo di Holstein-Gottorp | Adolfo di Holstein-Gottorp        |                                     |  |  |       |  |  |                              |  |  |                             |  |
|                                   | Giovanni Adolfo di Holstein-Gottorp | Adolfo di Holstein-Gottorp        |                                     |  |  |       |  |  |                              |  |  |                             |  |
|                                   | Giovanni Adolfo di Holstein-Gottorp | Cristina d'Assia                  |                                     |  |  |       |  |  |                              |  |  |                             |  |
| Federico III di Holstein-Gottorp  | Giovanni Adolfo di Holstein-Gottorp |                                   |                                     |  |  |       |  |  |                              |  |  |                             |  |
|                                   |                                     | Augusta di Danimarca              | Federico II di Danimarca            |  |  |       |  |  |                              |  |  |                             |  |
|                                   |                                     | Augusta di Danimarca              | Federico II di Danimarca            |  |  |       |  |  |                              |  |  |                             |  |
|                                   |                                     | Augusta di Danimarca              | Sofia di Meclemburgo-Güstrow        |  |  |       |  |  |                              |  |  |                             |  |
| Sofia Augusta di Holstein-Gottorp |                                     | Augusta di Danimarca              |                                     |  |  |       |  |  |                              |  |  |                             |  |
|                                   |                                     | Giovanni Giorgio I di Sassonia    | Cristiano I di Sassonia             |  |  |       |  |  |                              |  |  |                             |  |
|                                   |                                     | Giovanni Giorgio I di Sassonia    | Cristiano I di Sassonia             |  |  |       |  |  |                              |  |  |                             |  |
|                                   |                                     | Giovanni Giorgio I di Sassonia    | Sofia di Brandeburgo                |  |  |       |  |  |                              |  |  |                             |  |
| Maria Elisabetta di Sassonia      |                                     | Giovanni Giorgio I di Sassonia    |                                     |  |  |       |  |  |                              |  |  |                             |  |
|                                   |                                     | Maddalena Sibilla di Hohenzollern | Alberto Federico di Prussia         |  |  |       |  |  |                              |  |  |                             |  |
|                                   |                                     | Maddalena Sibilla di Hohenzollern | Alberto Federico di Prussia         |  |  |       |  |  |                              |  |  |                             |  |
|                                   |                                     | Maddalena Sibilla di Hohenzollern | Maria Eleonora di Jülich-Kleve-Berg |  |  |       |  |  |                              |  |  |                             |  |
|                                   |                                     | Maddalena Sibilla di Hohenzollern |                                     |  |  |       |  |  |                              |  |  |                             |  |